# Volksbank Schwanewede
Die Volksbank Schwanewede eG ist eine Genossenschaftsbank mit Sitz in der niedersächsischen Gemeinde Schwanewede im Landkreis Osterholz.

## Geschichte
Die Volksbank Schwanewede eG wurde am 1. Mai 1901 als Spar- und Darlehnskasse Schwanewede eGmuH (Eingetragene Genossenschaft mit unbeschränkter Haftpflicht) gegründet und hat sich bis heute ihre Eigenständigkeit bewahrt.

## Rechtsverhältnisse
Die Volksbank Schwanewede eG (lt. Genossenschaftsregister „Volksbank Schwanewede eG.“) ist im Genossenschaftsregister beim Amtsgericht Walsrode unter GnR 120016 eingetragen.

## Organisationsstruktur
Rechtsgrundlagen sind das Genossenschaftsgesetz und die durch die Generalversammlung beschlossene Satzung. Organe der Bank sind der Vorstand, der Aufsichtsrat und die Generalversammlung.

## Sicherungseinrichtung
Die Volksbank Schwanewede eG ist der amtlich anerkannten Sicherungseinrichtung des Bundesverbandes der Deutschen Volksbanken und Raiffeisenbanken GmbH und der zusätzlichen freiwilligen Sicherungseinrichtung des Bundesverbandes der Deutschen Volksbanken und Raiffeisenbanken e.V. angeschlossen.

## Geschäftsausrichtung und Geschäftsgebiet
Die Volksbank Schwanewede eG betreibt das Universalbankgeschäft. Im Verbundgeschäft arbeitet sie mit der DZ Bank, R+V Versicherung, Bausparkasse Schwäbisch Hall, Teambank, VR Leasing,  DZ Hyp und der Union Investment zusammen.
Das Geschäftsgebiet liegt im Westen des Landkreises Osterholz.
Neben der Geschäftsstelle am Sitz der Bank werden keine weiteren Geschäftsstellen betrieben.